# Dumetella
Dumetella is een geslacht van spotlijsters (Mimidae). Het geslacht telt één soort.

## Soorten
- Dumetella carolinensis – Grijze katvogel